# ناحیه آرژانتین، میشیگان
ناحیه آرژانتین (به انگلیسی: Argentine Township) یک منطقهٔ مسکونی در ایالات متحده آمریکا است که در شهرستان جنسی، میشیگان واقع شده‌است.
 ناحیه آرژانتین ۹۴٫۱ کیلومتر مربع مساحت و ۶٬۹۱۳ نفر جمعیت دارد و ۲۶۲ متر بالاتر از سطح دریا واقع شده‌است.